# USS Kearsarge (BB-5)
USS Kearsarge (BB-5) byl predreadnought Námořnictva spojených států amerických, který byl postaven v loděnici Newport News Shipbuilding. Jednalo se o vedoucí loď třídy Kearsarge.

## Technické specifikace
Kearsarge na délku měřila 114,4 m a na šířku 22,02 m. Ponor lodi byl hluboký 7,16 m a maximální výtlak činil něco přes 13 000 t. Pohon lodi obstarávalo pět kotlů Scotch, které dokázaly vyvinout výkon 12 000 koní. Posádku tvořilo 40 důstojníků a 514 poddůstojníků.

## Výzbroj
Nejsilnějšími zbraněmi na lodi byly dvě dvojhlavňové střelecké věže s 330mm děly. Druhými nejsilnějšími zbraněmi na lodi byly dvě dvojitá 203mm děla. Dále byla Kearsarge vyzbrojena čtrnácti 127mm kanóny, dvaceti 57mm kanóny QF 6-pounder, osmi 37mm automatickými kanóny QF 1-pounder, čtyřmi 7,6mm kulomety a čtyřmi torpédomety pro 457mm torpéda.